# Nils Wettergren
Nils Robert William Wettergren, född 25 februari 1906 i Hedemora församling i Kopparbergs län, död 2 augusti 1999 i Oscars församling i Stockholm, var en svensk ämbetsman.

## Biografi
Wettergren avlade studentexamen i Göteborg 1926 och juris kandidatexamen vid Stockholms högskola 1932. Han tingstjänstgjorde i Sevede och Tunaläns domsaga 1933–1936. Åren 1936–1954 tjänstgjorde han vid Arméförvaltningen: som amanuens 1936–1940, tillförordnad sekreterare 1938–1940, notarie 1940–1944, förste byråsekreterare 1944–1952 och byrådirektör 1952–1954. Han var 1954–1968 krigsråd och chef för Administrativa byrån i Armétygförvaltningen (1964 namnändrad till Arméförvaltningen), varefter han var krigsråd och chef för Kanslibyrån i Administrativa avdelningen i Försvarets materielverk 1968–1971. Wettergren är begravd på Norra begravningsplatsen utanför Stockholm.

## Utmärkelser
- Riddare av Nordstjärneorden, 1958.[8]
- ChrX:sFrM och HVII:sFrK.[2]